# Природна мова
Приро́дна мо́ва:
- Мова спілкування людей, що не створена штучно, а тому не має автора.
- засіб висловлювати свої думки.
- Сукупність довільно відтворюваних загальноприйнятих у межах даного суспільства звукових знаків для об'єктивно присутніх явищ і понять, а також загальноприйнятих правил їх комбінування у процесі вираження думок. Різновид цього комбінування у процесі вираження думок, якому властиві ті або інші характерні ознаки.

## Властивості природної мови
- універсальність
- багатозначність
- семантична замкненість